# 小針彩希
小針彩希（日语：／ Kobari Saki，2月23日—）是一名日本女性聲優，福島縣出身，81 Produce所屬。

## 簡歷
2018年4月起隸屬於81 Produce。高中三年級時，在國際聲優比賽「聲優魂」的國內類別中獲獎。
2018年8月29日，世界首個由聲優組成的籃球聯盟「聲優Jr籃球3×3 SJ3.LEAGUE」宣布成立，並參加該聯盟中的隊伍。

## 人物
興趣與專長包括卡拉OK、桌上遊戲、蒐集格言、觀看YouTube、編寫劇本，以及模仿幼兒哭聲。國中時期曾打了三年排球。
方言為福島方言。

## 演出作品
※粗體字為主要角色。

### 電視動畫
2018年
- 打工小哥!之2!（曼切堪）
- 夢王國與沉睡中的100位王子殿下（侍女）

2019年
- 胡蝶綺 ～少年信長～（女子們、側仕、小孩）
- 科學一方通行（窮奇的聲音）

2020年
- SHOW BY ROCK!! 活力棉花糖!!（棕熊）
- 萌可魯玩偶貓（主持人、妖精A）
- 輝夜姬想讓人告白～天才們的戀愛頭腦戰～（女學生們）
- A3!（記者）
- 白貓Project ZERO CHRONICLE（白之魔導士A、白之魔導士）
- ARGONAVIS from BanG Dream!（觀眾）
- 籃球少年王（女學生）
- 魔法水果籃 2nd season（女學生）
- 棒球大聯盟2nd（接待）
- 科學超電磁砲T（枝垂櫻生）
- 決鬥大師 KING（女孩子D、D）
- 炎炎消防隊 貳之章（操作員、安東的妻子）
- モグモグモギュー（土屋海飛）
- 成神之日（祭典客）

2021年
- 花式滑冰Stars（助理、足球部副部長）
- 2.43 清陰高中男子排球社（圍觀者）
- 堀與宮村（女高中生）
- 搖曳露營△ SEASON2（店員）
- 魔法水果籃 The Final（女學生）
- Vivy -Fluorite Eye's Song-（導航）
- 刮掉鬍子的我與撿到的女高中生（其他客人）
- 女朋友 and 女朋友（狗、主婦、女學生、路人、女性）
- 給不滅的你（女孩子）
- 龍族拼圖（舞者）
- 百萬噸級武藏（操作員）
- 古見同學是溝通魯蛇。（女學生、女學生1、女學生2、客1、工作人員、女性、小戶日靜）

2022年
- 龍族拼圖（幽幻的貓又·克羅涅）
- 女學。II 〜Lucky Stars〜（女孩子、雜貨店的紗保）
- 哆啦A夢（金魚的飼主）
- 舞伎家的料理人（參拜客、舞妓）
- Love Live! 虹咲學園學園偶像同好會
- 古見同學是溝通魯蛇。第2期（女學生、西湖知伊、男學生3、高年級生）
- 成為女主角！～被討厭的女主角和秘密的工作～（女學生、觀眾A、平野、舞蹈老師、工作人員、化妝姐姐）
- 群青的開幕曲（海水浴客、接待職員、廄務員、女大學生）
- Estab Life Great Escape（上野的新聞播音員）
- Lycoris Recoil 莉可麗絲（幼兒園兒童、車內廣播、DA職員、DA操作員）
- 蠟筆小新（女性A）
- 影宅 2nd Season
- 飆速宅男 LIMIT BREAK（觀眾）
- 百萬噸級武藏 Season2（系統聲音、操作員）
- 機動戰士鋼彈 水星的魔女（學生）
- 鏈鋸人（女兒）
- 聖劍傳說 瑪娜傳奇 -The Teardrop Crystal-（學生）
- 給不滅的你 Season2（男孩子、女）
- VAZZROCK THE ANIMATION（粉絲C）

2023年
- 我家的英雄（愉悅情侶）
- 屍體如山的死亡遊戲（小孩們）
- 藍色管弦樂（女性、中學生）
- 機動戰士鋼彈 水星的魔女 Season2（學生）
- 神劍闖江湖－明治劍客浪漫譚－（圍觀者）
- 烈焰先鋒 救國的橘衣消防員（電視聲音、天氣預報員）
- 狩龍人拉格納（女僕）
- 戰鬥陀螺 X（虹子）
- 偶像大師 百萬人演唱會！（母親[7]、觀眾們[8]）
- 黑暗集會（女警官）
- 聖魔大戰 BIKKURI-MEN（同班同學A）
- 女朋友 and 女朋友 Season 2（咲的友人）
- 位於戀愛光譜極端的我們（竹井老師）

2024年
- 烈焰先鋒 救國的橘衣消防員（孩子、友人A、醫生）
- 七大罪 啟示錄四騎士（柯尼、聖騎士）
- 夢想成為魔法少女（小孩C、花菱夏奈）
- 戰鬥陀螺 X（小孩、觀眾、學生）
- 治癒魔法的錯誤使用法～奔赴戰場的回復要員～（王國兵B、女性A）
- 烏鴉不擇主（秋殿的女房、北領的小孩）
- 我要【招架】一切～反誤解的世界最強想成為冒險家～（少年諾魯）
- 唯願來世不相識（女高中生們）
- 妖怪學校的菜鳥老師！（幼年雨明）
- 忍者亂太郎（鎮民）

2025年
- BanG Dream! Ave Mujica（觀眾A、粉絲B）
- 雖然我是注定沒落的貴族 閒來無事只好來深究魔法（貝琳達、蘇吉、店員）
- 戰鬥陀螺 X（同級生）
- 地縛少年花子君2（學生C）
- 雖然是公會的櫃檯小姐，但因為不想加班所以打算獨自討伐迷宮頭目（公會總部引導員）
- MIRU 我的未來（女孩子）
- 安妮·雪利（教會的女孩子們）
- 我與尼特女忍者的莫名同居生活（寧寧女僕）
- Summer Pockets
- mono女孩（主持）
- 華Doll*-Reinterpretation of Flowering-（女孩子）
- 和雨·和你（便利店店員B、日直）
- 新吊帶襪天使（小孩）

### 劇場版動畫
2023年
- 名偵探柯南：黑鐵的魚影（客人）

2024年
- DEAD DEAD DEMON'S DEDEDEDE DESTRUCTION 惡魔的破壞（Plankton〈AI〉）

### 網路動畫
2018年
- 麵包與我的小桃（麵包店店員[9]）

2020年
- 戰鬥陀螺 爆烈世代 超王（小孩A）

2021年
- Mini卡片戰鬥先導者 Large（女性1）

2022年
- Mini卡片戰鬥先導者 Large（客人2）
- 狂賭之淵 雙（妄的同伴C）
- Tomica Heroes Jobraver 裝合體機器人（幼兒園兒童、員工、操作員）

2024年
- 高爾夫物語（女性客A、護士、事務員、年少者B、前輩B）
- 不變的牽絆 炭小侍（觀眾少年[10]）

### 遊戲
2018年
- （[11]、[11]、[11]、[12]）

2019年
- 城姬Quest 極（勝龍寺城[13]）
- 決鬥大師PLAY'S（佩可炭、邪妃格雷戈里亞、暗黑皇女梅加里亞）

2021年
- 百萬噸級武藏（江藤友加里、子安優美）

2023年
- 怪物彈珠（癸卯菈比可[14]）

2024年
- 廢墟圖書館（ナオキ[15]）
- 聖劍傳說 瑪娜幻象

## 外部連結
- 小針彩希 - 81プロデュースの公式サイト
- 小針彩希的X（前Twitter）